# Villa Morelos, Siltepec
Villa Morelos är en ort i Mexiko.   Den ligger i kommunen Siltepec och delstaten Chiapas, i den sydöstra delen av landet, 800 km sydost om huvudstaden Mexico City. Villa Morelos ligger 1 803 meter över havet och antalet invånare är 415.
Terrängen runt Villa Morelos är bergig åt sydväst, men åt nordost är den kuperad. Runt Villa Morelos är det ganska tätbefolkat, med 78 invånare per kvadratkilometer. Närmaste större samhälle är Cumbre Ventanas, 19,2 km öster om Villa Morelos. I omgivningarna runt Villa Morelos växer i huvudsak städsegrön lövskog.